# Beralade obliquata
Espèce
Beralade obliquata est une espèce de lépidoptères (papillons) de la famille des Lasiocampidae.
- Répartition : du Maroc à l’Égypte.
- Envergure du mâle : de 15 à 18 mm.
- Période de vol : de février à avril à septembre en deux générations.
- Plantes-hôtes : Acacia raddiana.

## Source
- P.C.-Rougeot, P. Viette (1978). Guide des papillons nocturnes d'Europe et d'Afrique du Nord. Delachaux et Niestlé (Lausanne).